# Gowdagere, Malavalli
Gowdagere là một làng thuộc tehsil Malavalli, huyện Mandya, bang Karnataka, Ấn Độ.